# プカンバル
プカンバル（インドネシア語:Pekanbaru）は、インドネシアのスマトラ島中部リアウ州の都市である。リアウ州の州都である。ペカンバルとも表記される。

## 概要
マラッカ海峡に注ぐシアク川の岸辺に位置し、海峡へ直接アクセスでき、貿易港として知られてきた。都市の名前は、インドネシア語で"新しい市場"または"新しい町"の意味である。
17世紀には現在の街にすでに居住者がいた。19世紀後半、コーヒー栽培や、石炭産業のために建設され、オランダが物資をシンガポールやマラッカに輸送するために、道路が造られた。

### 気候
ケッペンの気候区分では熱帯雨林気候に区分される。年間を通じて気温はほぼ一定であり、極端な高温や低温はまれである。
降水量は6月～8月は少ないが、その他の月は多く、特に10月～12月は非常に多い。
| プカンバルの気候                                   | プカンバルの気候 | プカンバルの気候 | プカンバルの気候 | プカンバルの気候 | プカンバルの気候 | プカンバルの気候 | プカンバルの気候 | プカンバルの気候 | プカンバルの気候 | プカンバルの気候 | プカンバルの気候 | プカンバルの気候 | プカンバルの気候 |
| 月                                                 | 1月              | 2月              | 3月              | 4月              | 5月              | 6月              | 7月              | 8月              | 9月              | 10月             | 11月             | 12月             | 年               |
| -------------------------------------------------- | ---------------- | ---------------- | ---------------- | ---------------- | ---------------- | ---------------- | ---------------- | ---------------- | ---------------- | ---------------- | ---------------- | ---------------- | ---------------- |
| 最高気温記録 °C （°F）                             | 36 (97)          | 37 (99)          | 37 (99)          | 38 (100)         | 37 (99)          | 40 (104)         | 37 (99)          | 38 (100)         | 37 (99)          | 37 (99)          | 34 (93)          | 38 (100)         | 40 (104)         |
| 平均最高気温 °C （°F）                             | 31.0 (87.8)      | 31.6 (88.9)      | 32.1 (89.8)      | 32.5 (90.5)      | 32.6 (90.7)      | 32.2 (90)        | 32.0 (89.6)      | 32.0 (89.6)      | 31.9 (89.4)      | 32.0 (89.6)      | 31.7 (89.1)      | 31.2 (88.2)      | 31.9 (89.4)      |
| 日平均気温 °C （°F）                               | 26.4 (79.5)      | 26.7 (80.1)      | 27.1 (80.8)      | 27.5 (81.5)      | 27.6 (81.7)      | 27.2 (81)        | 26.9 (80.4)      | 26.9 (80.4)      | 26.9 (80.4)      | 27.0 (80.6)      | 26.9 (80.4)      | 26.6 (79.9)      | 27.0 (80.6)      |
| 平均最低気温 °C （°F）                             | 21.8 (71.2)      | 21.9 (71.4)      | 22.2 (72)        | 22.6 (72.7)      | 22.7 (72.9)      | 22.2 (72)        | 21.9 (71.4)      | 21.9 (71.4)      | 22.0 (71.6)      | 22.0 (71.6)      | 22.2 (72)        | 22.1 (71.8)      | 22.1 (71.8)      |
| 最低気温記録 °C （°F）                             | 18 (64)          | 18 (64)          | 21 (70)          | 17 (63)          | 21 (70)          | 19 (66)          | 16 (61)          | 18 (64)          | 20 (68)          | 13 (55)          | 21 (70)          | 20 (68)          | 13 (55)          |
| 降水量 mm （inch）                                 | 240 (9.45)       | 199 (7.83)       | 262 (10.31)      | 257 (10.12)      | 203 (7.99)       | 133 (5.24)       | 123 (4.84)       | 177 (6.97)       | 224 (8.82)       | 280 (11.02)      | 312 (12.28)      | 286 (11.26)      | 2,696 (106.13)   |
| 出典1：Climate-Data.org (average temps and precip) |                  |                  |                  |                  |                  |                  |                  |                  |                  |                  |                  |                  |                  |
| 出典2：Weatherbase (extremes)                      |                  |                  |                  |                  |                  |                  |                  |                  |                  |                  |                  |                  |                  |

## 交通
- スルタン・シャリフ・カシム2世国際空港

## 姉妹都市
- バタム島、インドネシア
- バンドン、インドネシア
- バンダールランプン、インドネシア
- チルボン、インドネシア
- パレンバン、インドネシア
- ムラカ、マレーシア
- コタバル、マレーシア
- コタキナバル、マレーシア
- サンボアンガ、フィリピン
- ダバオ、フィリピン
- テーサバーンナコーン・プーケット、タイ王国
- 重慶市、中国
- 柳州市、中国
- ケベック・シティー、カナダ
- 水原市、大韓民国
- 大邱市、大韓民国
- 福島市、日本
- サンノゼ、アメリカ合衆国
- アトランタ、アメリカ合衆国
- ユトレヒト、オランダ
- ダナン、ベトナム